# Макаров Микола Єгорович
Микола Єгорович Макаров (рос. Никола́й Его́рович Мака́ров, народ. 7 жовтня 1949, Глібово-Городище, Рязанська область, РРФСР, СРСР) — радянський та російський військовий діяч. Начальник Генерального штабу Зброяних сил Російської Федерації — перший заступник міністра оборони РФ (2008—2012). Герой Російської Федерації (2012). Генерал армії (2005).

## Біографія
Народився 7 жовтня 1949 року в селі Глібово Рязанської області. З родини працівників. З 1950 року сім'я жила в Москві. У 1967 році закінчив середню школу у Москві.

### Військова освіта
У Збройних Силах СРСР з серпня 1967 року.
У 1967-1971 роках - курсант Московського вищого загального військового командного училища імені Верховної Ради РРФСР.
У 1976-1979 роках - ученик Військової академії імені М. В. Фрунзе. Закінчив з золотою медаллю.
У 1991-1993 роках слухач Військової академії Генерального штабу ЗС РФ. Закінчив з золотою медаллю.

### Військова служба
З серпня 1993 року - начальник штабу Колективної миротворчої сили в Таджикистані і Об'єднаної групи російських військ в Республіці Таджикистан; брав участь у стримуванні громадянської війни в Таджикистані.
З березня 1996 року - командувач 2-ї гвардійської танкової армії Приволзького військового округу (Самара).
З січня 1998 року по вересень 1999 року командувач сухопутними і береговими військами - заступник командувача Балтійським флотом сухопутних і берегових військ (Калінінград).
У квітні - липні 2001 року виконував обов'язки командувача військами Московського військового округу.
З грудня 2002 року по квітень 2007 року - командувач військами Сибірського військового округу.

### Діяльність в ЗСРФ
З квітня 2007 року по червень 2008 року начальник озброєння Збройних сил РФ - заступник міністра оборони РФ.
З 26 червня 2008 року - член Ради безпеки РФ.
З 3 червня 2008 року начальник Генерального штабу ЗС РФ - перший заступник міністра оборони РФ. Брав участь у керівництві російської сторони у війні в Грузії (серпень 2008 року).
У жовтні 2009 року верховний головнокомандувач збройних сил РФ продовжив військову службу Макарову до 65 років.
Навесні 2012 року указом президента РФ звання Героя РФ було присвоєно «Золотою зіркою» за успішне керівництво військами під час війни в Грузії в серпні 2008 року.

## Нагороди
- Герой Російської Федерації (23 березня 2012 року)[1][2]
- Орден Святого Георгія II степеню № 004 (18 серпня 2008 року)[3]
- Орден «За заслуги перед Вітчизною» IV степеню (2010 року)
- Орден «За військові заслуги» (1996 год)
- Орден «За службу Батьківщині в Збройних Силах СРСР» III степеню (1988 рік)
- Орден Полярної зірки (Монголія, лютий 2010 року)
- Орден Дружби народів  (Білорусь, 31 березня 2010 року)

## Особисте життя
Одружений. Син - полковник міліції, співробітник ПА МВС Росії по Свердловській області.
У вільний час Микола Макаров, за власним зізнанням, намагається відвідати музеї, прем'єри, виставки, концерти, багато читає - «більше на спеціальні військові теми», любить історично-художню літературу.